# Nommern
Nommern é uma comuna do Luxemburgo, pertence ao distrito de Luxemburgo e ao cantão de Mersch.

## Demografia
Dados do censo de 15 de fevereiro de 2001:
- população total: 954
  - homens: 496
  - mulheres: 458

- densidade: 42,51 hab./km²

- distribuição por nacionalidade:

| Nacionalidade  | População | %      |
| -------------- | --------- | ------ |
| luxemburgueses | 772       | 80,92% |
| estrangeiros   | 182       | 19,08% |
| - portugueses  | 67        | 7,02%  |
| - franceses    | 18        | 1,89%  |
| - italianos    | 10        | 1,05%  |
| - belgas       | 23        | 2,41%  |
| - alemães      | 16        | 1,68%  |
| - iuguslavos   | 4         | 0,42%  |
| - outros       | 44        | 4,61%  |

- Crescimento populacional:

| Ano        | População |
| ---------- | --------- |
| 15/02/2001 | 954       |
| 01/01/2002 | 997       |
| 01/01/2003 | 1.003     |
| 01/01/2004 | 996       |
| 01/01/2005 | 995       |